# Politécnico de Colombia
El Politécnico de Colombia es un instituto de tecnología privado, ubicado en Medellín, Colombia. Dedicado a la formación complementaria para el trabajo y el desarrollo humano. Ofrece programas de formación continua en modalidad virtual y programas técnicos laborales en modalidad presencial, complementados con una plataforma virtual que facilita el acceso a estudiantes de diversas ubicaciones y con diferentes disponibilidades de tiempo. Vigilada por la Secretaría de educación de Medellín y el Ministerio de Educación Nacional.
El Politécnico de Colombia, forma parte del mismo grupo empresarial propietario además del Politécnico Superior de Colombia y el Tecnológico Superior.

## Programas Académicos
El Politécnico de Colombia ofrece una variedad de programas académicos, incluyendo:
- Programas Técnicos Laborales: Diseñados para preparar a los estudiantes en áreas específicas del mercado laboral, impartidos en modalidad presencial con apoyo de herramientas virtuales.
- Programas de Formación Continua: Diplomados y cursos en diversas áreas del conocimiento, ofrecidos en modalidad virtual para facilitar el acceso y la flexibilidad horaria. Los diplomados y cursos no tienen costo, y la certificación conlleva un costo de $ 75.000 pesos colombianos.[4][5]

Ofrece programas de educación continua que abarcan desde las áreas administrativas, y la educación superior, hasta el derecho laboral y el área de salud.

## Certificaciones de Calidad
La institución ha obtenido diversas certificaciones que avalan la calidad de sus programas y servicios educativos:
- ISO 9001: Certificación del Sistema de Gestión de Calidad aplicable a los programas técnicos y diplomados virtuales.
- IQNET: Certificación Internacional del Sistema de Gestión de Calidad.
- NTC-5555: Certificación de Calidad como Institución de Educación para el Trabajo y el Desarrollo Humano.
- NTC-5581: Certificación de Calidad de los Programas Técnicos Laborales.

## Reconocimientos
El 5 de abril de 2017, la plataforma educativa Emagister otorgó el reconocimiento "Cum Laude" al Politécnico de Colombia, que recibió por segundo año consecutivo. 